# Dasychira oxydata
Dasychira oxydata är en fjärilsart som beskrevs av Schultze 1934. Dasychira oxydata ingår i släktet Dasychira och familjen tofsspinnare. Inga underarter finns listade i Catalogue of Life.